# Neocheritra amrita
Neocheritra amrita är en fjärilsart som beskrevs av Felder 1860. Neocheritra amrita ingår i släktet Neocheritra och familjen juvelvingar. Inga underarter finns listade i Catalogue of Life.

## Bildgalleri

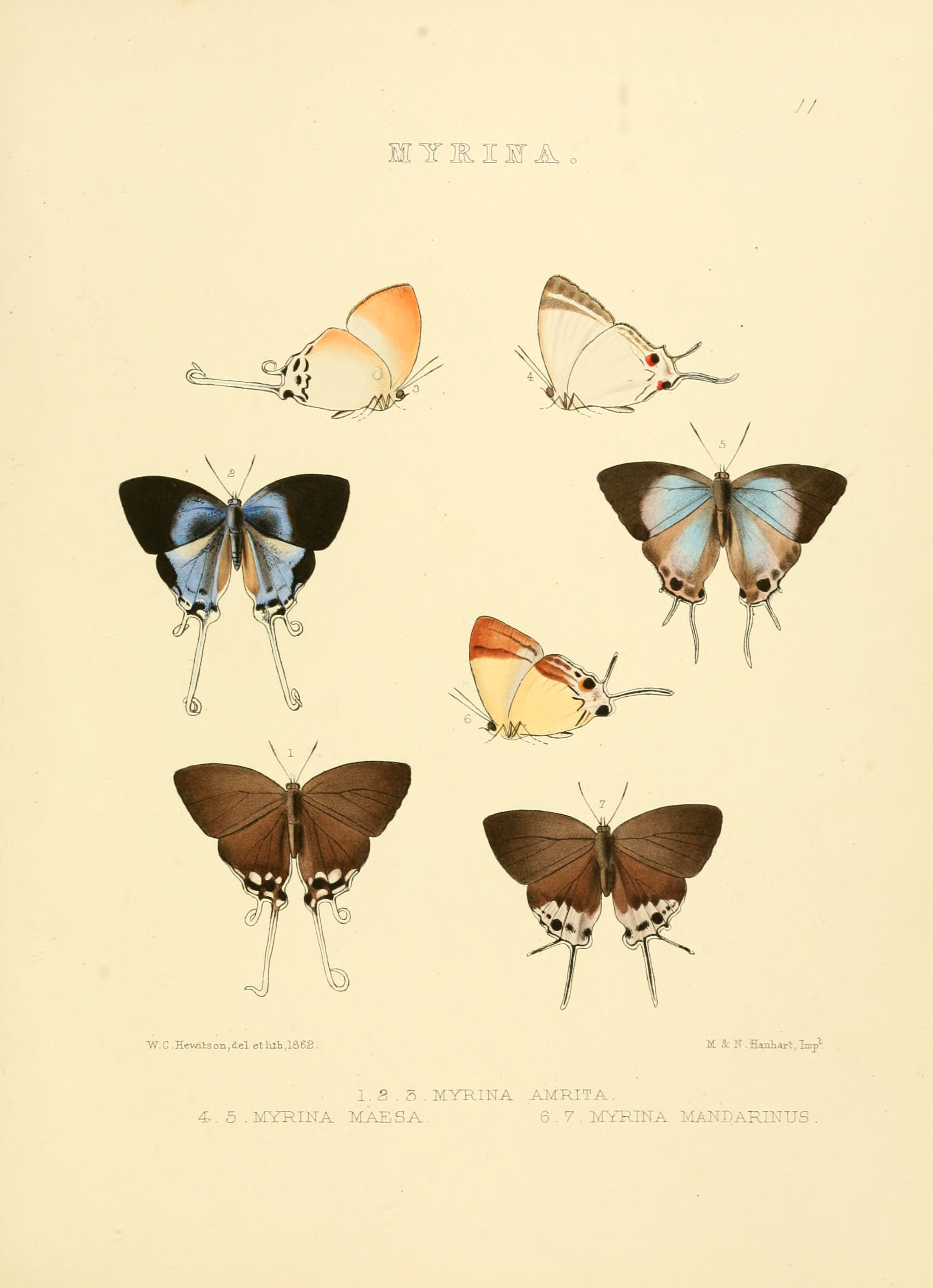
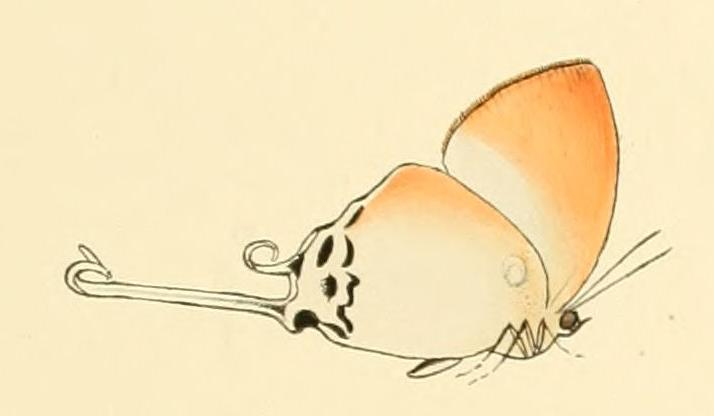
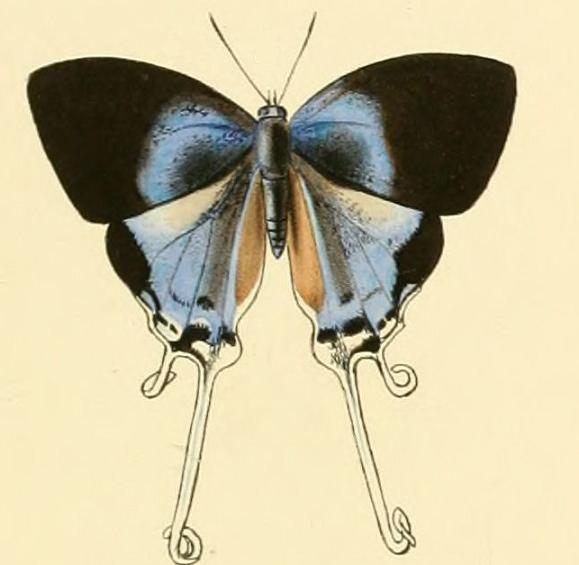
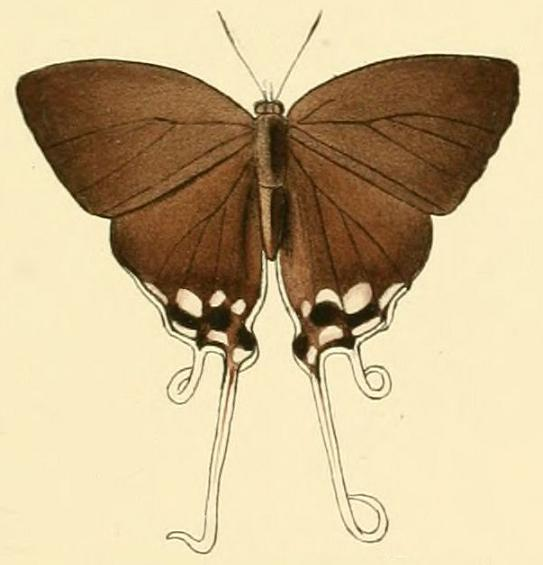